# ジョゼフ・コンラッド

シュラフタとしてのコジェニョフスキ家の家紋。「ナウェンチ（Nałęcz）紋章」と呼ばれる。

ジョゼフ・コンラッド（英語: Joseph Conrad, 1857年12月3日 - 1924年8月3日）は、ポーランド出身のイギリスの小説家。ジョウゼフ・コンラッドとも表記される。ロシア領ポーランドに生まれ、フランス・イギリス船での船員生活を経て英語を学び、英語による小説を発表。経験を元にした海洋文学などで知られ、作品には『闇の奥』、『ロード・ジム』、『ノストローモ』、『文化果つるところ』、『密偵』などがある。本名はユゼフ・テオドル・コンラト・コジェニョフスキ（Józef Teodor Konrad Korzeniowski）。

## 生涯

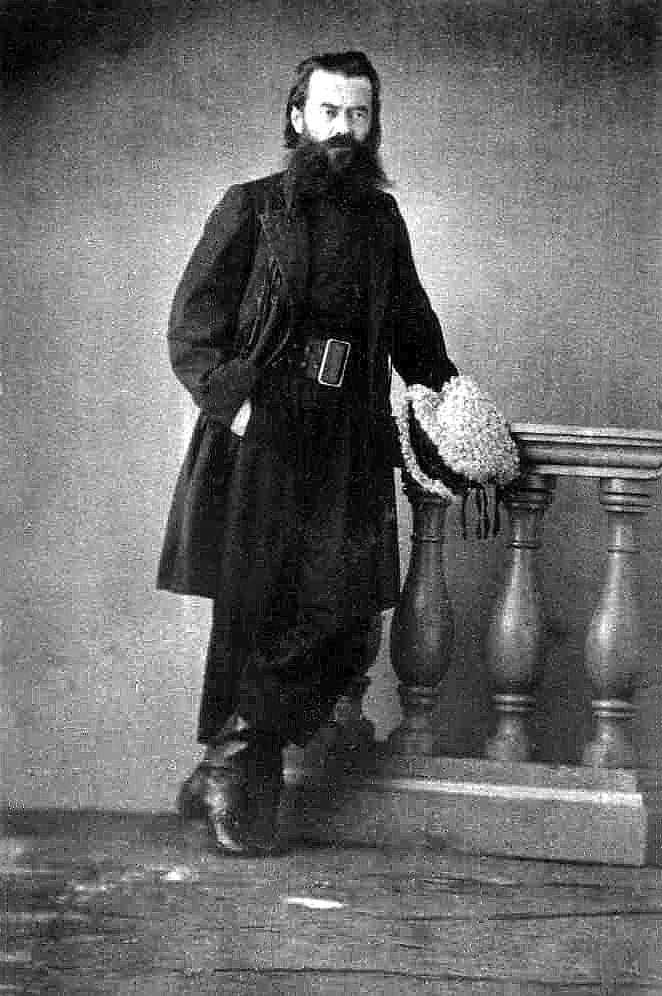
父アポロ・コジェニョフスキ(1820–1869)

### 生い立ち
当時のロシア帝国キエフ県のベルディチフ（現ウクライナ・ジトーミル州）に、没落したシュラフタ（ポーランド貴族）の小地主であった父アポロ・コジェニョフスキと母エヴァの子として生まれる。コジェニョフスキ家は1830年の11月蜂起に加担したことで所領を没収されていて、父はロシア支配下のポーランドにおいて独立運動を指導していたが、コンラッドが4歳の時に摘発されて投獄され、有罪が確定すると、翌年に北部ロシアのヴォログダへの一家で流刑とされた。1863年にウクライナのチェルニーヒウに移され、そこで母は結核にかかり、1865年に一時的に所領に戻った時に母は死亡した。
父は文学研究者でもあり、フランス文学、イギリス文学にも造詣が深く、愛国的な詩や戯曲の執筆、出版もしていたが、幼少期のコンラッドはこの父影響で、シェイクスピアやディケンズ、ユゴー、またポーランドの古典に親しみ、フランス語を習い、海洋文学に出会い感化された。1868年に母方のボブロフスキ家の尽力によって流刑を解かれ、西ウクライナのルヴフに移ることを許可されたが、結核を患っていた父はその翌年クラクフに移った直後に死去。コンラッドは母方の伯父であるタデウシュ・ボブロフスキに引き取られて、この地で祖母と暮らしながら家庭教師による教育を受けた。

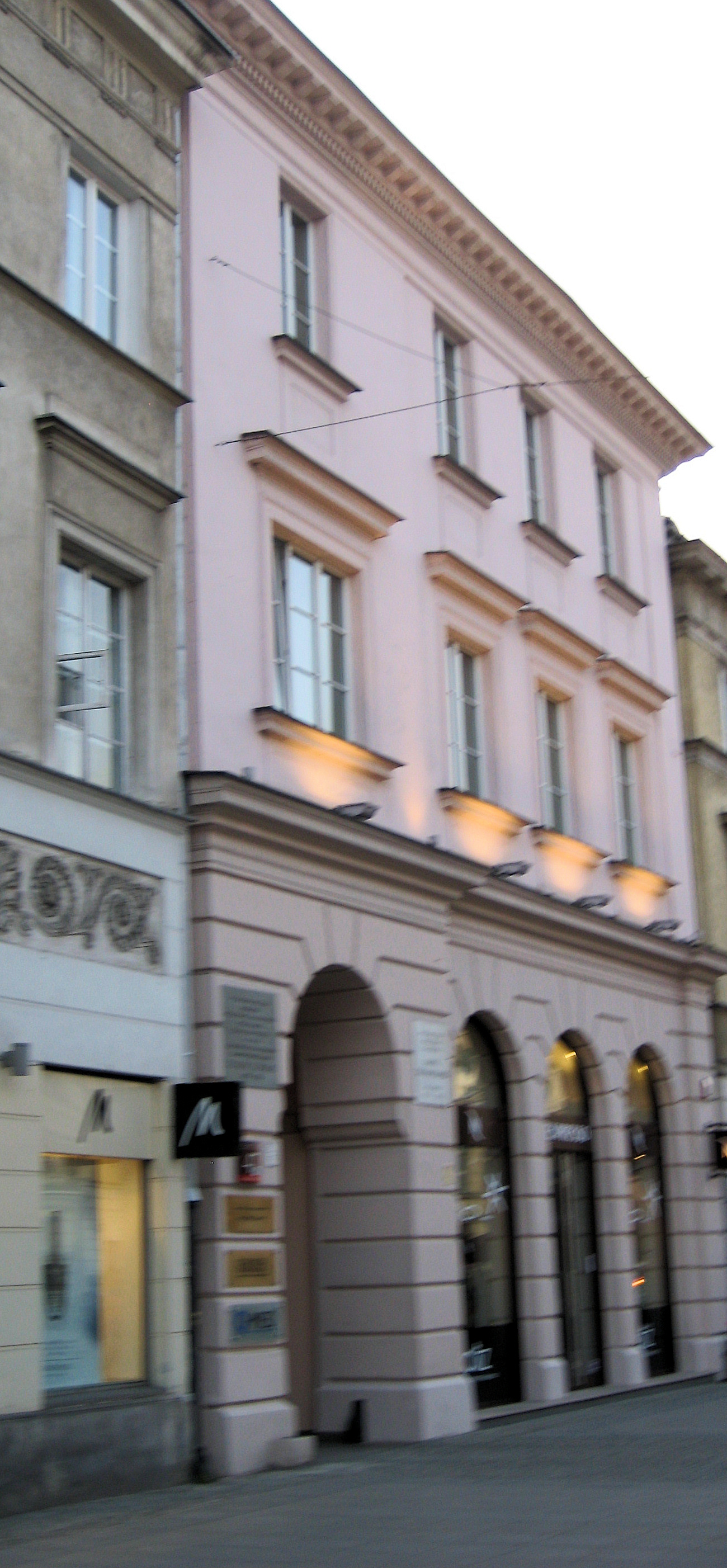
ワルシャワの目抜き通り新世界通り47番。コンラッドは1861年、3歳のとき両親とここに住んでいた。

### 船員時代
1873年にルヴフのギムナジウムに通うようになり早熟さを発揮したが、16歳になった翌年、健康上の理由で進級できず、伯父に船乗りになりたいという希望を伝えた。伯父は思いとどまらせようと、家庭教師とともにイタリア、スイスなどを巡る旅行にも送り出したりもしたが、意思は固く、そのつてによってマルセイユへ渡って、フランス商船の船員となった。西インド諸島のマルチニックなどへ航海し、時にコロンビアやベネズエラに密輸物質の運搬にも関わった。その後密貿易への投資話に騙され、モンテカルロで賭博に手を出して一文無しになり、1878年にマルセイユで拳銃自殺を図った。回顧録によれば、コンラッドの乗る船は武器密輸や国家間の政治的陰謀にも関わっていた。1878年、20歳になると流刑囚の子に課されるロシアの兵役を忌避したと見なされてフランス船には乗れなくなり、英国船に移り勤務し、以降英語を学びつつ、マルタ島、イスタンブール、アゾフ海などを経て、イギリス本土のサフォーク州ロースロフトに着き、石炭運搬船に乗り込み、ついでシドニーなどへ航行したのち、ロンドンの訓練学校に通って二等航海士の資格を得て、インド、シンガポールなどに航行する。この時に得た見聞が、後のコンラッドの小説に大きな影響を及ぼした。経験を積んで1884年には一等航海士の試験に合格。1886年には船長試験に合格し、またイギリス国籍を取得して、ジョゼフ・コンラッドと改名した。

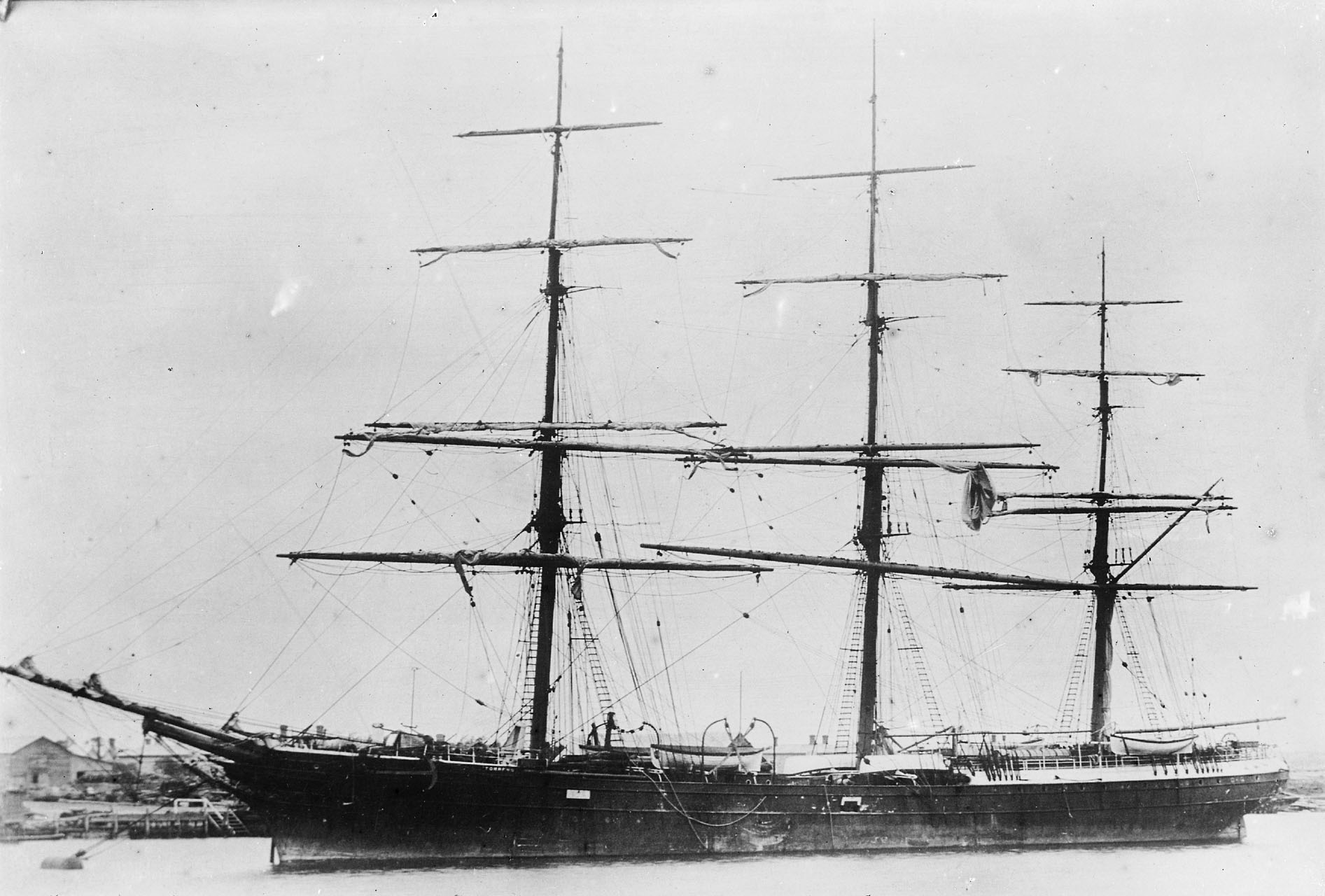
「トレンズ号」コンラッドは1891-93年にこの船の一等航海士としてロンドンからアデレードまで2度航海した

1889年に帰国して『オルメイヤーの阿房宮』の執筆を始める。当時デイヴィッド・リヴィングストンやヘンリー・モートン・スタンリーの探検によりアフリカへの注目が集まると、1890年にベルギーの象牙採取会社の船の船長となって、コンゴ川就航船に乗り、さらに陸路でレオポルドヴィル（キンシャサ）まで行き、船を乗り換えてキサンガニに到達、その後病に倒れ、1891年にブリュッセル経由でロンドンに戻った。またこの年には痛風、神経痛による右手の痛み、マラリアの再発のために数ヶ月入院し、また伯父のアドバイスに従ってスイスの温泉で療養した。その後はイギリスとオーストラリアを往復する旅客船に乗ったり、船員以外の仕事をしていた。1893年にオーストラリアとニュージーランドから戻る船には、のちに作家となるジョン・ゴールズワージーとエドワード・ランスロット・サンダーソンの二人の若いイギリス人が乗っており、コンラッドにとって船員以外に最初に友情を結んだイギリス人だった。ゴールズワージーの習作「The Doldrums」の主人公はコンラッドがモデルとなっている。

### 作家活動
1894年に処女小説『オルメイヤーの阿房宮』の原稿を出版社に送り、批評家エドワード・ガーネットに推薦されて、1895年に出版された。これはマレーシアを舞台とした物語で、英語によって書かれた。幼少期から青年期に至るまで、ロシア語、ポーランド語、フランス語を使用し、最後に学んだ英語によって小説を書き上げたことは特筆に値する。この小説は好評をもって当時の社会に受け入れられた。これにより、同時代の他の文学者たちとの交流も始まっていった。エドワード・ガーネットにはまた「きみは自分のスタイルを持っている。きみは自分の文体をもっているし、情熱的な強い気質をもっている、なぜ、もう一つ、書かないんだね?」と励まされ、第2作『文化果つるところ』を書いて作家としての道を進むこととなった。1896年に16歳年下のイギリス人女性ジョシー・ジョージと結婚し、ケント州に居住して作家活動を始め、ボリスとジョンの二人の息子をもうけた。そしてこの2作によって、コンラッドはエキゾチックな舞台でのロマンチックな語り手と見なされるようになった。
1899年、『闇の奥』（Heart Of Darkness）を発表した。西洋文化の暗い側面を描写したこの小説は、英国船時代にアフリカ・コンゴ川で得た経験を元に書かれたもので、T・S・エリオット『荒地』、ユージン・オニール『皇帝ジョーンズ』、F・スコット・フィッツジェラルド『グレート・ギャツビー』、ジョージ・オーウェル『1984年』などにも影響を及ぼした。またこの作品は、オーソン・ウェルズが映画化の構想を持ったが実現せず、1979年にフランシス・フォード・コッポラによって翻案され『地獄の黙示録』として映画化された。1900年、小説『ロード・ジム』（Lord Jim）を発表した。この小説は、コンラッドの代表作の一つとされる。1925年（米、監督ヴィクター・フレミング）と1965年（米、監督リチャード・ブルックス）に映画化されている。
南米の架空の国を舞台にした政治小説の大作『ノストローモ』執筆後に体調を崩し、1906年に南フランスのモンペリエに転地療養し、その間に1894年に起きたグリニッジ天文台爆破未遂事件に関心を持ち、テロリストを題材にした『密偵』を執筆を始め、その後フォード・マドックス・フォード邸やゴールズワージー邸などを移りながら1907年に完成し、アメリカの週刊誌『リッジウェイズ』に連載された。1921年には自ら四幕ものの戯曲化もしている。『西欧人の眼に』執筆後の1910年にも、心身の衰弱により数ヶ月間病床に伏した。1912年に『チヤンス』がアメリカの『ニューヨーク・ヘラルド』紙に連載されて広く人気を得るようになり、ベストセラー作家となった。

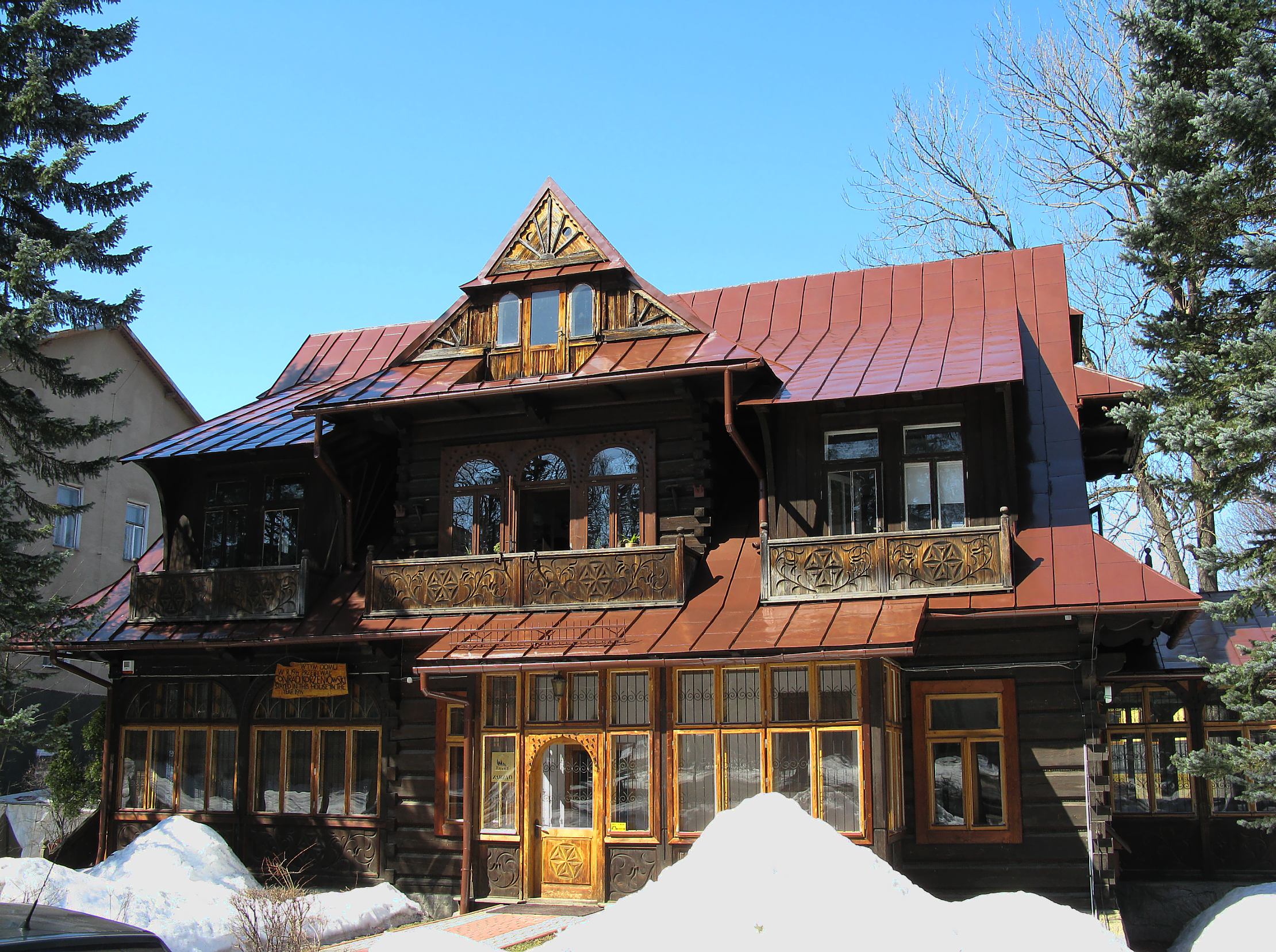
1914年に滞在したザコパネのヴィラ・コンスタンティヌフスカ

### 晩年
1914年にコンラッド夫妻と二人の息子はポーランドを訪問し、オーストリア＝ハンガリー帝国下のクラクフに滞在した。しかし第一次世界大戦が始まったためにリゾート地のザコパネに移り、いとこのAniela Zagórskaの経営するペンションに滞在し、ここには政治家のユゼフ・ピウスツキや、ピアニストのアルトゥール・ルービンシュタインなども出入りしていた。またZagórskaは、ザコパネに疎開していた、作家のステファン・ジェロムスキ、Tadeusz Nalepiński、人類学者のブロニスワフ・マリノフスキなどにコンラッドを紹介した。コンラッドの一家は11月にイギリスに帰国。いとこの同名の娘であるAniela Zagórska（コンラッドの姪）はその後1923-39年にコンラッドの作品をポーランド語への翻訳を行なっている。
1919年と1922年には、ヨーロッパの作家、批評家の間で、コンラッドのノーベル文学賞受賞を望む声が上がっていた。1919年には全集の刊行が決まり、また1870年代ののスペインの第三次カルリスタ戦争下での王位継承権を巡る争いを舞台にしたロマンス『黄金の矢』を書くが、後世の評価は高くない。1923年にはアメリカへ宣伝旅行に出かける。1924年にラムゼイ・マクドナルド首相よりナイトの称号を打診されたが辞退した（これ以前にもコンラッドはケンブリッジ大学、ダラム大学、エディンバラ大学、リヴァプール大学、イェール大学からの名誉学位を断っている）。

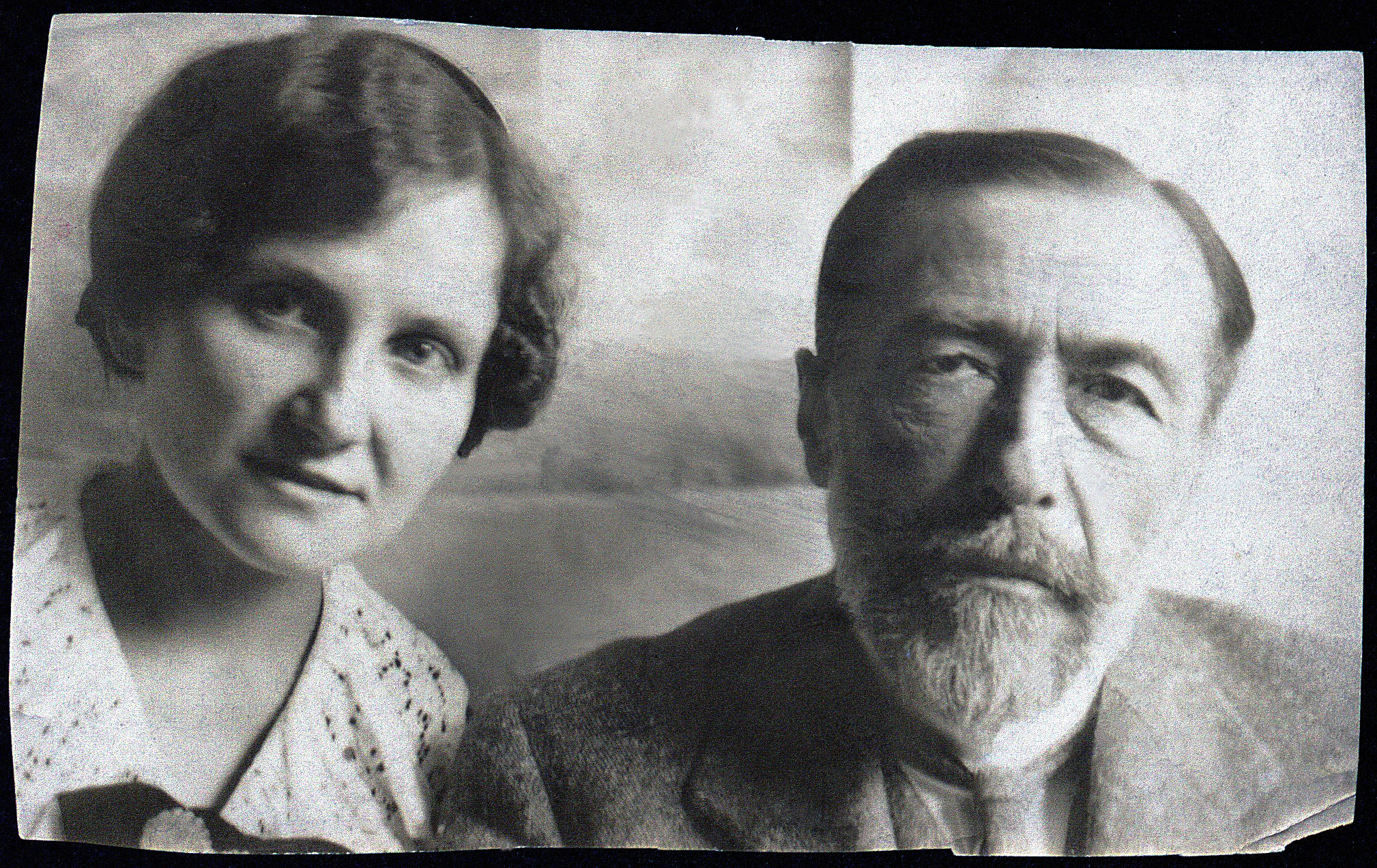
姪のアニエラ・ザゴルスカとコンラッド(1914年)

1924年、ケント州のビショップバーンで心臓発作でこの世を去った。遺体は本名のユゼフ・コジェニョフスキの名前でカンタベリーの墓地に埋葬された。墓石には、コンラッドの最後の長編小説『The Rover』で巻頭に掲げられた、エドマンド・スペンサー『妖精の女王』からの引用が刻まれている。
12年後の1936年に妻ジェシーが死去、同じ墓地に葬られた。コンラッドの墓地は1996年にイギリス指定建造物2級に指定された。

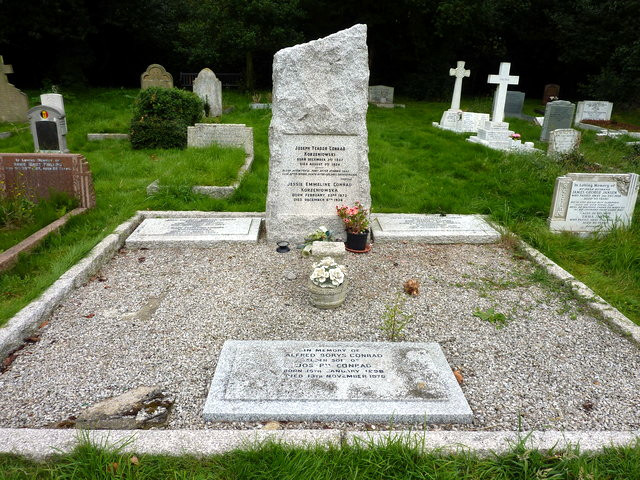
カンタベリーにあるコンラッドの墓地

コンラッドの文学作品は、チャールズ・ディケンズやフョードル・ドストエフスキーに代表される古典的小説とモダニズム小説との中間的存在として位置づけられる。ただしコンラッド本人は、イワン・ツルゲーネフを除き、ロシア文学にはあまり良い印象を持っていなかった。生前は、エドワーディアンの作家の中で、アーノルド・ベネット、H.G.ウェルズ、ジョン・ゴールズワージーとともにビッグフォーと呼ばれていたが、アジアやインド洋などのエキゾチックな異国の風物や、海の冒険を描く海洋作家として認知されていた。コンラッドの英語は生涯訛りが強く、朗読会を一度だけアメリカで開いた際にも、よく聞き取れなかったという聴衆の感想もあったともいう。

## 作品

### 作風
コンラッドは、イギリス国内での生活よりも、海上でや異境の地での生活について書くことが多かった。エッセイ『海の鏡』が出版された時、フランス語翻訳者への手紙で「批評家たちは私への褒め言葉を浴びせるが、『地上でなく外海にいることだ』というささやきが私の耳に聞こえる。彼らは私を海の真ん中に追放したいのだ」と書いている。

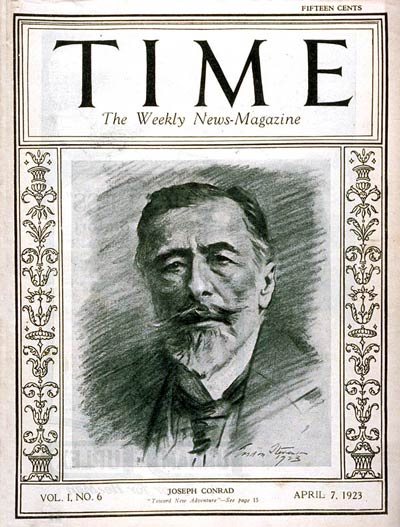
『タイム』誌1923年4月7日号表紙

コンラッドの作品には、彼自身の経験の他に、過去及びその当時広く知られている事件や文学作品に基づいたものも多いが、史実とは異なる独自の想像力により展開となっている。『ロード・ジム』の前半部は、1880年の蒸気船ジェッダ号沈没事件を題材にしており、後半部はボルネオ島のサラワク王国の王となったジェームズ・ブルックの生涯を元にしている。
1904年発表の『ノストローモ』は、コンラッドがメキシコ湾にいるときに聞いた銀の大規模盗難事件にヒントを得ており、また政治的には当時計画の進んでいたパナマ運河をめぐるアメリカとコロンビアの関係を背景にしている。『ノストローモ』を20世紀の英語小説の最高傑作とする評もある。『西欧人の眼に』では、1904年のロシア帝国内相ヴャチェスラフ・プレーヴェ暗殺がモデルとされている。
登場する人物の多くは、彼が実際に会った実在の人物を元にしている。『オルメイヤーの阿房宮』に登場する”William Charles Olmeijer”も、コンラッドがボルネオで訪問したことのある人物だ。『台風』の”Captain McWhirr”、『青春』の”Captain Beard”と”Mr. Mahon”、『陰影線』の”Captain Ellis”などでも実在の人物の名前を借りている。
『青春』『闇の奥』『ロード・ジム』には共通の語り手チャールズ・マーロウが登場し、コンラッドは当初この3冊を1冊にして出版することを考えていたが、『ロード・ジム』が予定より長大になったためにできなくなった。マーロウはのちの作品『チャンス』にも登場する。
コンラッドは日記をつけたことはなく、ノートも持つことはなかったと語っていたが、リチャード・カールがコンゴでのコンラッドの経験を記した日記を編集して没後刊行し、1978年により完全な版が出版された。

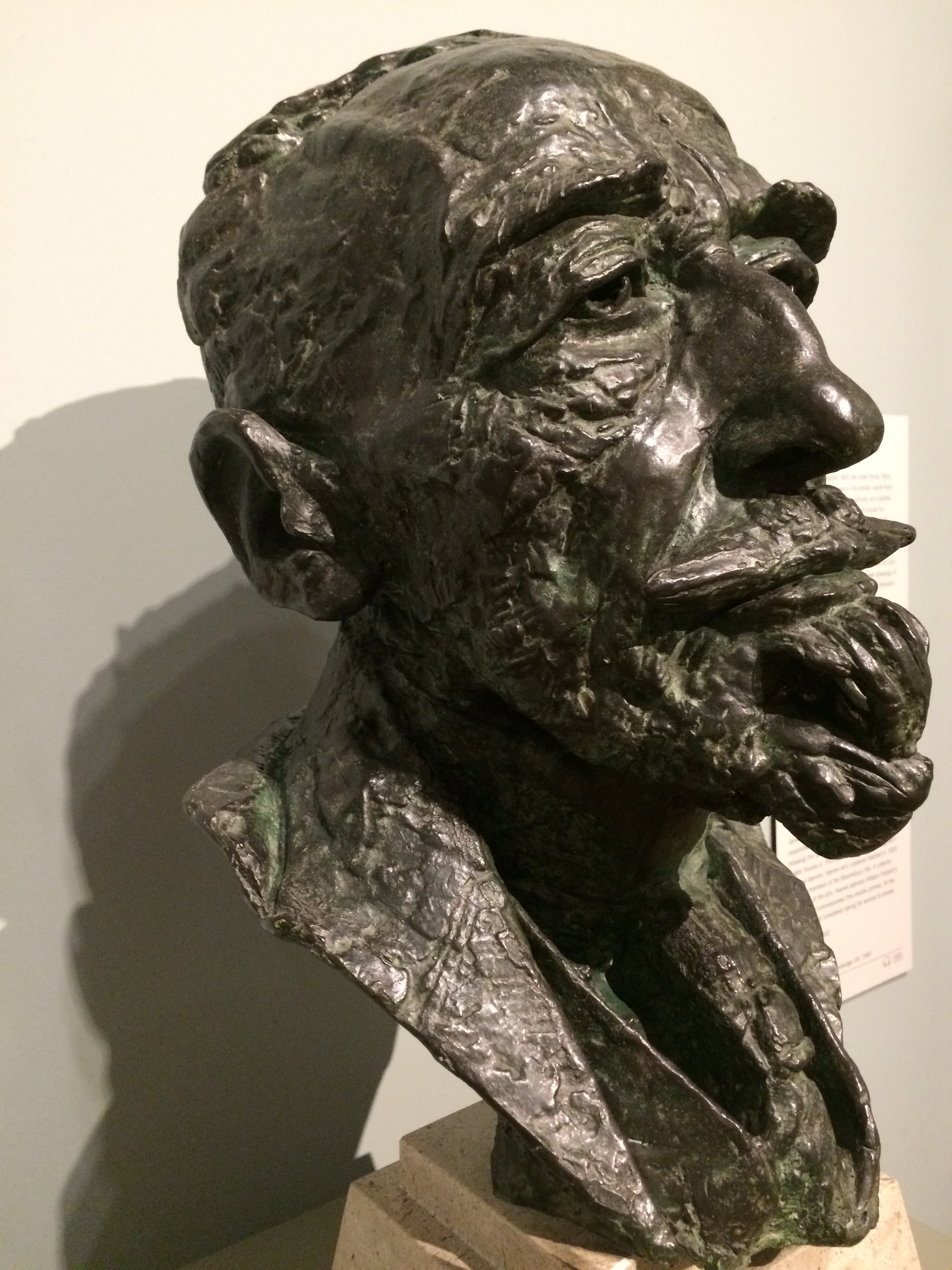
ジェイコブ・エプスタイン作コンラッドの胸像(1924年)（ロンドン・ナショナル・ポートレート・ギャラリー所蔵）

### 評価と影響
没後の1940年代から1950年代に再評価が広く進められ、F・R・リーヴィスの『偉大なる伝統』(1948)により、従来の海洋小説作家としてに加えて政治小説の面にも注目され、ジェイン・オースティン、ジョージ・エリオット、チャールズ・ディケンズ、ヘンリー・ジェイムズと並んでイギリス小説史の伝統を担う作家として評されるようになった。このリーヴィスの影響力は大きかったが、第二次世界大戦を経て、複雑な利害関係の絡む国際政治の実情や、ソビエト連邦の内情について知られるようになったことによって、繰り返す革命によって荒廃した架空の国家を描く『ノストローモ』、無政府主義者の跋扈するロンドンを描く『密偵』、ロシア人や亡命者たちの複雑怪奇な社会を描く『西欧人の眼に』などの政治小説が、世界について先駆的な認識を示していたと理解されるようになったためでもあった。
1978年にナイジェリアの作家チヌア・アチェベは、『闇の奥』にアフリカ人の内面が描かれていないことにより、人種差別主義者と批判し、それまで19世紀末においてヨーロッパの植民地支配の本質を見抜いていたと評価されていたコンラッドについて、西欧人としての限界がさまざまに論考されるようになった。1998年には南アフリカ共和国でコンラッド国際学会が開かれた。また2001年のアメリカ同時多発テロ事件以降には、テロリストを描いた『密偵』について言及されることが多くなっている。
また批評家のテリー・イーグルトンは『人生の意味』(2007年)で、20世紀前半のモダニスト芸術家たちの一人として、コンラッドを意味がないことに矛盾を見出すモダニズム作家と位置づけ、また柴田元幸は人生に意味がないことを承知の上で戯れるユーモアをコンラッドに認めて、ポストモダニズムを予見していたと評している。
コンラッドの影響を受けた作家としては、F・スコット・フィッツジェラルドはコンラッドを文学上の師として、しばしば『ナーシサス号の黒人』の序文などを引用し、アーネスト・ヘミングウェイもその敬意を共有していた。ウィリアム・フォークナーは何度も読み返す作家としてディケンズとコンラッドを挙げている。T.S.エリオットは『荒地』の初稿の題辞に『闇の奥』の中のセリフを引用した。グレアム・グリーンは、コンラッドの影響を受けることを恐れてコンラッドを読むことを自分に禁じたとされる。またイタロ・カルヴィーノの大学卒業論文はコンラッド論だった。

## 主な著作

### 長篇小説
※は電子版で再刊
- Almayer's Folly, 1895
『南の幻　アルメアス・フオレ』加藤朝鳥訳、春秋社、1926年
『東洋のある河のほとりの物語』渥美昭夫訳、鹿島研究所出版会、1964年
『オルメイヤーの阿房宮』田中勝彦訳、八月舎、2003年
- An Outcast of the Islands, 1896
『文化果つるところ』本多顕彰訳、早川書房、1953年
『文化果つるところ』蕗沢忠枝訳、角川文庫（上下）、1953年、復刊1989年
- The Nigger of the 'Narcissus', 1897
『ナアシッサス号の黒奴』米窪満亮訳、高山書院、1941年
『ナーシサス号の黒人』高見幸郎訳、筑摩書房（世界文学大系86）、1967年。同〈筑摩世界文学大系50〉、1975年[21]
- Heart of Darkness, 1899
『闇の奥』中野好夫訳、岩波文庫、1958年、改版2010年 ※
『闇の奥』岩清水由美子訳、近代文芸社、2001年。のちグーテンベルク21※
『闇の奥』藤永茂訳、三交社、2006年
『闇の奥』黒原敏行訳、光文社古典新訳文庫、2009年 ※
『闇の奥』高見浩訳、新潮文庫、2022年 ※
- Lord Jim, 1900
『ロード・ジム』谷崎精二訳、新潮社（世界文学全集 第2期6）、1931年
『ロード・ジム』小野協一訳、八潮出版社、1965年 (イギリスの文学)
『ロード・ジム』蕗沢忠枝訳、新潮文庫（上下）、1965年
『ロード・ジム』 矢島剛一訳、筑摩書房（世界文学大系86 コンラッド）、1967年
『ロード・ジム』 鈴木建三訳、講談社（世界文学全集63 コンラッド）、1978年
改訳版（各・上下）、講談社文芸文庫、2000年／グーテンベルク21 ※、2024年
『ロード・ジム』 柴田元幸訳、河出書房新社（世界文学全集Ⅲ-03）、2011年／河出文庫、2021年 ※
- The Inheritors, 1901（フォード・マドックス・フォードと共著）
- The End of the Tether, 1902
『万策尽きて ほか1編』 社本雅信訳「解説と鑑賞」リーベル出版、2006年。他は短編「帰宅」
- Romance, 1903 （フォード・マドックス・フォードと共著）
- Nostromo, 1904
『ノストローモ』 上田勤・日高八郎・鈴木建三訳、筑摩書房〈筑摩世界文学大系50〉、1975年
- The Secret Agent, 1907
『密偵』 井内雄四郎訳、河出書房新社、1974年。別版「スパイ」思潮社、1966年。のちグーテンベルク21 ※
『密偵』 土岐恒二訳、岩波文庫、1990年
『シークレット・エージェント』 高橋和久訳、光文社古典新訳文庫、2019年※
- Under Western Eyes, 1911
『西欧の眼のもとに』水島正路訳、思潮社、1967年
『西欧の眼の下に、青春』篠田一士・土岐恒二訳、集英社（世界文学全集42）、1970年
新版『西欧の眼の下に、青春』 集英社〈世界文学全集61〉、1981年
『西欧人の眼に』 中島賢二訳、岩波文庫（上下）、1998年
- Chance, 1913
『チヤンス』（上下） 平田禿木訳、国民文庫刊行会〈世界名作大観 第一部12・13〉、1926-28年
『チャンス─前後二編からなる物語』 青野丸香訳、NextPublishing Authors Press、2021年／グーテンベルク21、2022年 - ※各・電子出版
- Victory, 1915
『勝利』野口啓祐・野口勝子訳、筑摩書房（世界文学大系86）、1967年
『勝利』大沢衛・田辺宗一訳、中央公論社（新集世界の文学24）、1971年
- The Shadow Line, 1917
『陰影線』木島平治郎訳、海洋文化社、1942年
『陰影線』朱牟田夏雄訳、中央公論社（新集世界の文学24）、1971年
『シャドウ・ライン、秘密の共有者』 田中勝彦訳、八月舎、2005年。後者は短編
- The Arrow of Gold, 1919
- The Rescue, 1920
- The Nature of a Crime, 1923（フォード・マドックス・フォードと共著）
- The Rover, 1923
『放浪者 あるいは海賊ペロル』 山本薫訳、幻戯書房〈ルリユール叢書〉、2022年
- Suspense: A Napoleonic Novel, 1925（未完、没後刊行）

### 短篇小説
※は電子書籍化
- Youth, 1898年
『青春　他一篇』矢本貞幹訳、岩波文庫、1940年（復刊1990年）
『青春・台風』田中西二郎訳、新潮文庫、改版1967年。のちグーテンベルク21※
- Typhoon, 1902
『颱風』三宅幾三郎訳、岩波書店、1937年（新潮文庫、1951年）
『颱風』田中西二郎訳、河出書房新社（世界文学100選2）、1961年
- The secret sharer, 1910、「秘密の共有者（同居人）」

短篇集
- Tales of Unrest, 1898（「文明の前哨地点」「The Idiots」「The Lagoon」「An Outpost of Progress」「The Return」「Karain: A Memory」）
- Youth and Two Other Stories, 1902
- Typhoon; and Other Stories, 1903（「エイミー・フォスター」「Falk」「To-morrow」）
- A Set of Six, 1908（「ガスパール・ルイス」「無政府主義者」「伯爵」「密告者」「The Brute」「The Duel: A Military Story」）
- Twixt Land and Sea, 1912（「秘密の同居人」「A Smile of Fortune」「Freya of the Seven Isles」）
- Tales of Hearsay, 1925（没後刊行、「プリンス・ローマン」「ある船の話」「The Black Mate」「The Warrior's Soul」）

日本語版短篇集
- 『潟（ラグーン）・エイミィ・フォスター』佐伯彰一・増田義郎訳、英宝社〈英米名作ライブラリー〉、1956年（新版1978年）
- 『諜報員・無政府主義者・伯爵・ドルゆえに・武人の魂』白井俊隆・間杉貞訳、英宝社〈英米名作ライブラリー〉、1968年
- 『青春・無政府主義者・密告者・ドルゆえに』鏡味国彦・仁木勝治訳、文化書房博文社、1976年
- 『コンラッド海洋小説傑作集』奥村透訳、あぽろん社、1980年
「カレイン―ひとつの想い出」 「フォーク―ある回想」 「秘密の共有者」
- 『コンラッド中短篇小説集』 篠田一士編　全3巻、人文書院、1983年
  1. 「潟」土岐恒二訳　「進歩の前哨基地」田中昌太郎訳　「闇の奥」中野好夫訳　「エイミー・フォスター」虎岩正純訳
  2. 「青春」土岐恒二訳　「颱風」沼沢洽治訳　「ガスパール・ルイス」鈴木建三訳
  3. 「内通者」神山栄真訳　「伯爵」中野好夫訳　「秘密の共有者」小池滋訳[22]　「プリンス・ローマン」鈴木建三訳　「ドルがあったばかりに」「武人の魂」野崎孝訳
- 『帰宅』社本雅信訳、リーベル出版、1994年
- 『七つ島のフレイアさん』瀬藤芳房訳、旺史社、2000年（1910-11年に著述）
- 『コンラッド短篇集』 中島賢二編訳、岩波文庫、2005年
「エイミー・フォスター」「ガスパール・ルイス」「無政府主義者」「密告者」「伯爵」「武人の魂」を収録。
- 『コンラッド短篇集』 井上義夫編訳、ちくま文庫、2010年※
「文明の前哨地点」「秘密の同居人」「密告者」「プリンス・ローマン」「ある船の話」を収録。

### エッセイ
- Autocracy and War, 1905
- The Mirror of the Sea, 1906
  - 『海の鏡　思い出と印象と』 木宮直仁訳、人文書院、1991年／改題『海の想い出』平凡社ライブラリー、1995年
- A Personal Record, 1912
  - 『コンラッド自伝　個人的記録』 木宮直仁訳、鳥影社、1994年
- The First News, 1918
- The Lesson of the Collision: A monograph upon the loss of the "Empress of Ireland", 1919
- The Polish Question, 1919
- The Shock of War, 1919
- Notes on Life and Letters, 1921
  - 抜粋訳『ジョウゼフ・コンラッド書簡選集 生身の人間像を求めて』 外狩章夫編訳、北星堂書店 2000年
- Notes on My Books, 1921
- Last Essays, 1926（リチャード・カール編）
- The Congo Diary and Other Uncollected Pieces, 1978（Zdzisław Najder編）

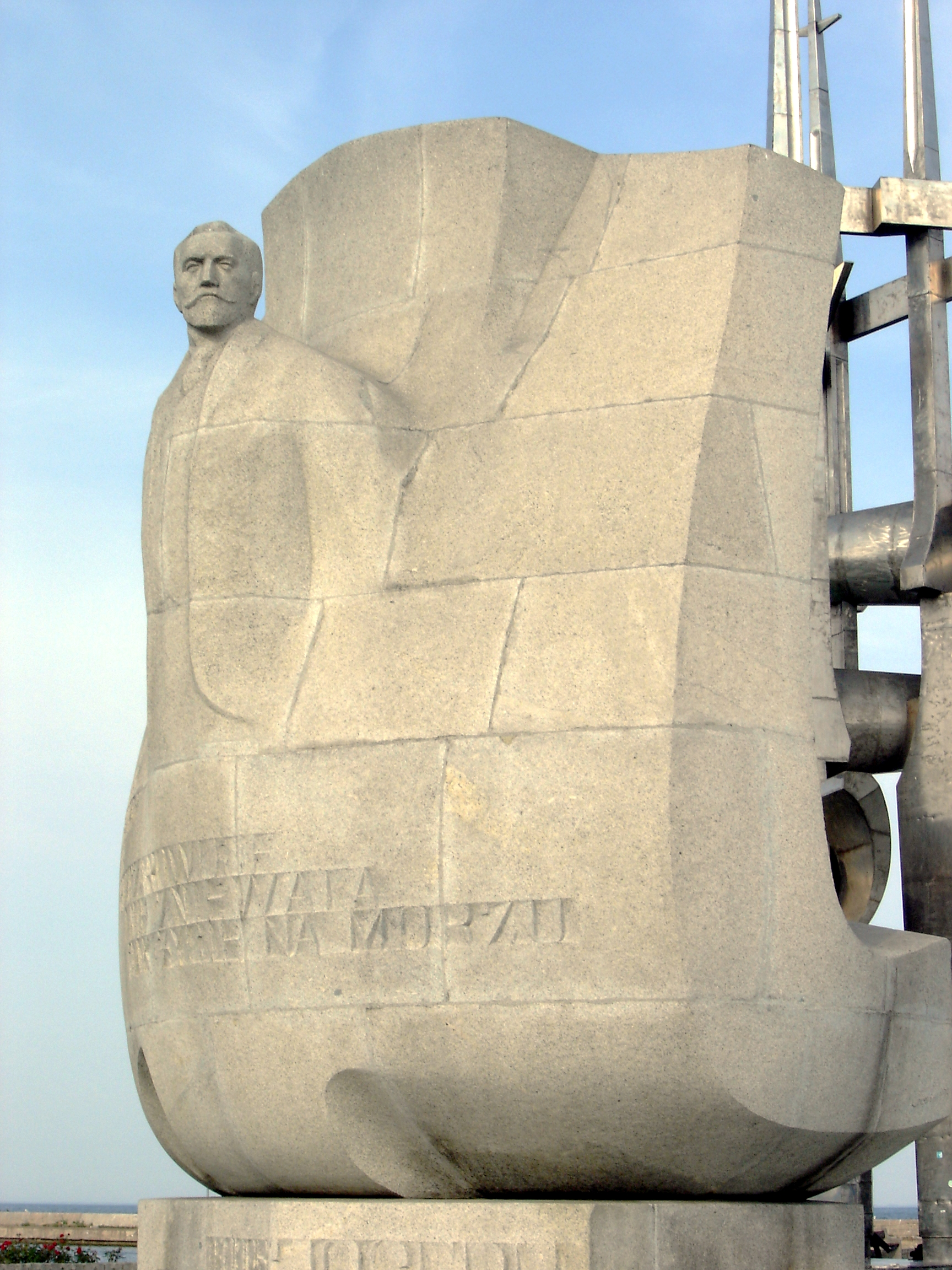
グディニャの錨形の記念碑

## 記念
- ポーランドのバルト海沿岸のグディニャには、錨の形の記念碑があり、『ロード・ジム』2章の言葉「There is nothing more enticing, disenchanting, and enslaving than the life at sea（海の暮らしほど誘惑的で、迷いを解いてくれて、人を虜にするものは他にないのだから。[23]）」がポーランド語で刻まれている。
- オーストラリア・シドニーのサーキュラー・キー埠頭の「作家の舗道」には、1879-92年にコンラッドがオーストラリアに来訪したことを記念した額があり、「Many of his works reflect his 'affection for that young continent.（彼の業績は若い大陸への愛情を示している）」と書かれている。[24]
- サンフランシスコでは1979年に、フィッシャーマンズワーフ近くのコロンバス・アベニューとビーチ・ストリートの間の小さな三角形の公園は、「ジョセフ・コンラッド・スクエア」と名付けられた。これはコンラッドの『闇の奥』を基にしたフランシス・コッポラの映画『地獄の黙示録』が公開された年に付けられた。

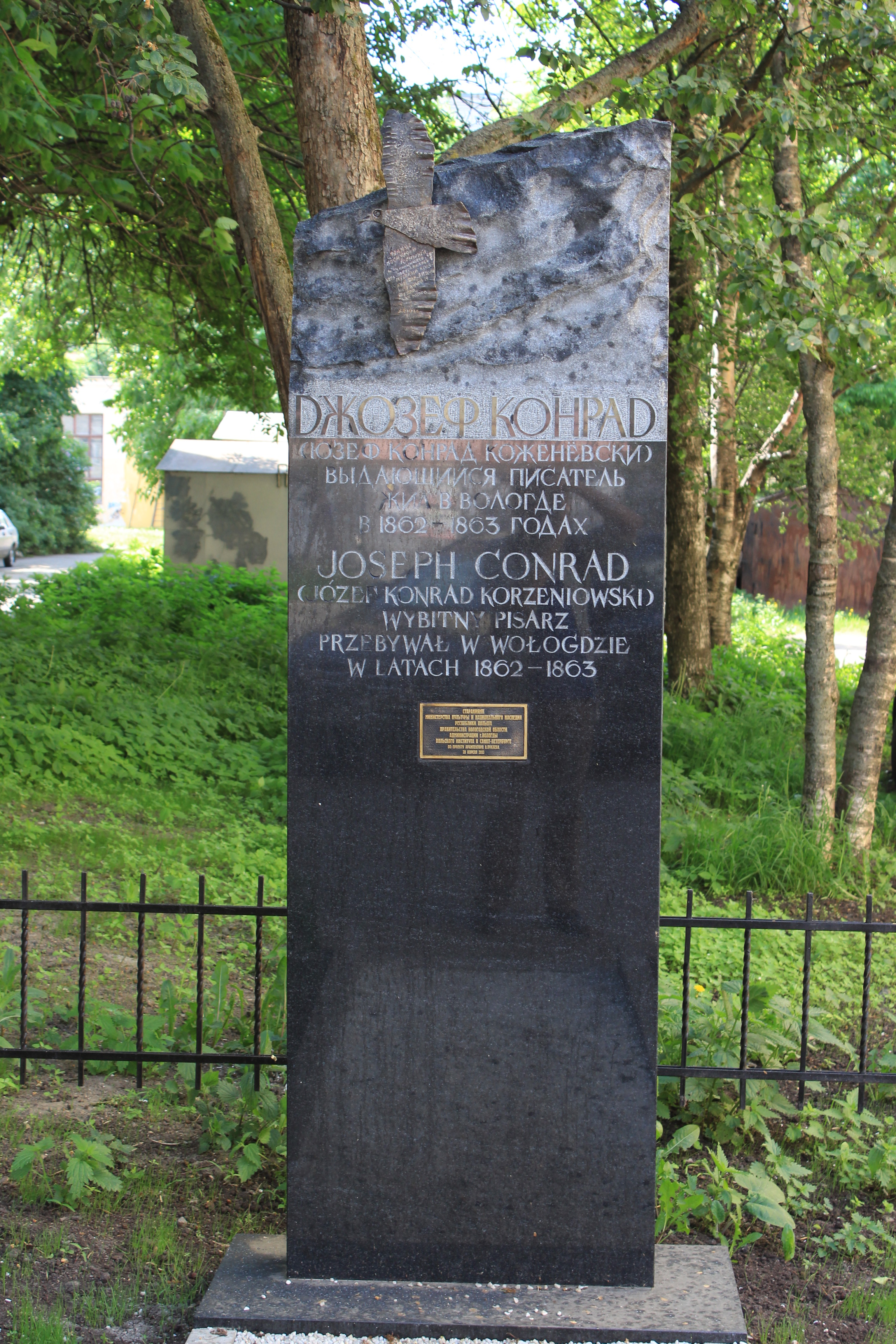
ヴォログダに建てられた記念碑

- 1862-63年に両親とともに流刑されていたヴォログダに、2013年にコンラッドの記念碑が建てられた。2016年に除去されたが、その理由は明らかでない。
- 第二次世界大戦後期にて、イギリス海軍の巡洋艦「HMS Danae」が、ポーランド海軍の「ORP Conrad」として活動していた。

## 原作作品

### 映画
- 『Victory』1919年、Maurice Tourneur監督、ジャック・ホルト主演
- 『ロード・ジム』1925年、ヴィクター・フレミング監督、パーシー・マーモント主演
- 『Niebezpieczny raj』 1930年、ポーランド、Ryszard Ordyński監督、マリア・マリツカ、Adam Brodzisz、ボクスラウ・サンボルスキ主演（原作『Victory』）
- 『Dangerous Paradise』1930年、ウィリアム・A・ウェルマン監督、ナンシー・キャロル、リチャード・アーレン（原作『Victory』）
- 『サボタージュ』1936年、アルフレッド・ヒッチコック監督、シルヴィア・シドニー、オスカー・ホモルカ主演（原作『The Secret Agent』）
- 『Victory』1940年、ジョン・クロムウェル監督、フレドリック・マーチ主演
- 『文化果つるところ』1951年、キャロル・リード監督、トレヴァー・ハワード主演（原作『An Outcast of the Islands』）
- 『ロード・ジム』1965年、リチャード・ブルックス監督、ピーター・オトゥール主演
- 『残虐の掟』1967年、テレンス・ヤング監督、アンソニー・クイン主演（原作『The Rover』）
- 『Smuga cienia』1976年、ポーランド・イギリス合作、アンジェイ・ワイダ監督、マレク・コンドラト主演（原作『The Shadow Line』
- 『デュエリスト/決闘者』1977年、リドリー・スコット監督の出世作として知られる。キース・キャラダイン主演（原作「The Duel（アメリカで出版されたときの題名はPoint of Honor」）
- 『Naufragio』1977年、メキシコ、Jaime Humberto Hermosillo監督（原作「Tomorrow」）
- 『地獄の黙示録』1979年、フランシス・コッポラ監督、マーロン・ブランド主演。（原作『Heart of Darkness』ただし内容はベトナム戦争に置き換えられている）
- 『Un reietto delle isole』1980年、イタリア、Giorgio Moser監督、マリア・カルタ主演（原作『文化果つるところ』）
- 『Victory』1995年、Mark Peploe監督、ウィレム・デフォー主演
- 『シークレット・エージェント』1996年、クリストファー・ハンプトン監督、ボブ・ホスキンス、パトリシア・アークエット、ジェラール・ドパルデュー主演（原作『The Secret Agent』）
- 『輝きの海』1997年、ビーバン・キドロン監督、ヴァンサン・ペレーズ主演（原作『Amy Foster）
- 『ガブリエル』2005年、パトリス・シェロー監督、イザベル・ユペール、パスカル・グレゴリー主演（原作『Retour』）
- 『Hanyut』2011年、マレーシア、U-Wei Haji Saari監督、ピーター・オブライエン主演（原作『オルメイヤーの阿房宮』）
- 『Almayer's Folly』2011年、シャンタル・アケルマン監督、スタニスラス・メラール主演
- 『Secret Sharer』2014年、Peter Fudakowski監督（原作「秘密の同居人(The Secret Sharer」）
- 『The Young One』2016年、Julien Samani監督、ケヴィン・アザイス主演（原作「青春」）
- 『An Outpost of Progress』2016年、Hugo Vieira da Silva監督（原作「An Outpost of Progress」）

### テレビドラマ
- Heart of Darkness, 1958年, CBS（ドラマ番組「Playhouse 90」）
- Nostromo, 1997年, BBC
- The Secret Agent, 1992年, BBC
- Heart of Darkness, 1993年, TNT
- The Secret Agent, 2016年, BBC